# Elvo
L'Elvo (en piémontais Elv) est un torrent du Piémont coulant dans les provinces de Biella et Verceil, principal affluent du Cervo. 
Ce torrent donne son nom à la vallée homonyme de l'Elvo et son bassin s'étend sur un périmètre de 107 kilomètres. À l'intérieur de sa vallée, se sont développées deux communautés de communes de montagne :
- Comunità Montana Alta Valle Elvo ;
- Comunità Montana Bassa Valle Elvo[2].

Une partie de son cours, près de la ville de Carisio, est quant à elle comprise dans la Réserve naturelle spéciale de la Garzaia de Carisio.

## Géographie

### Parcours

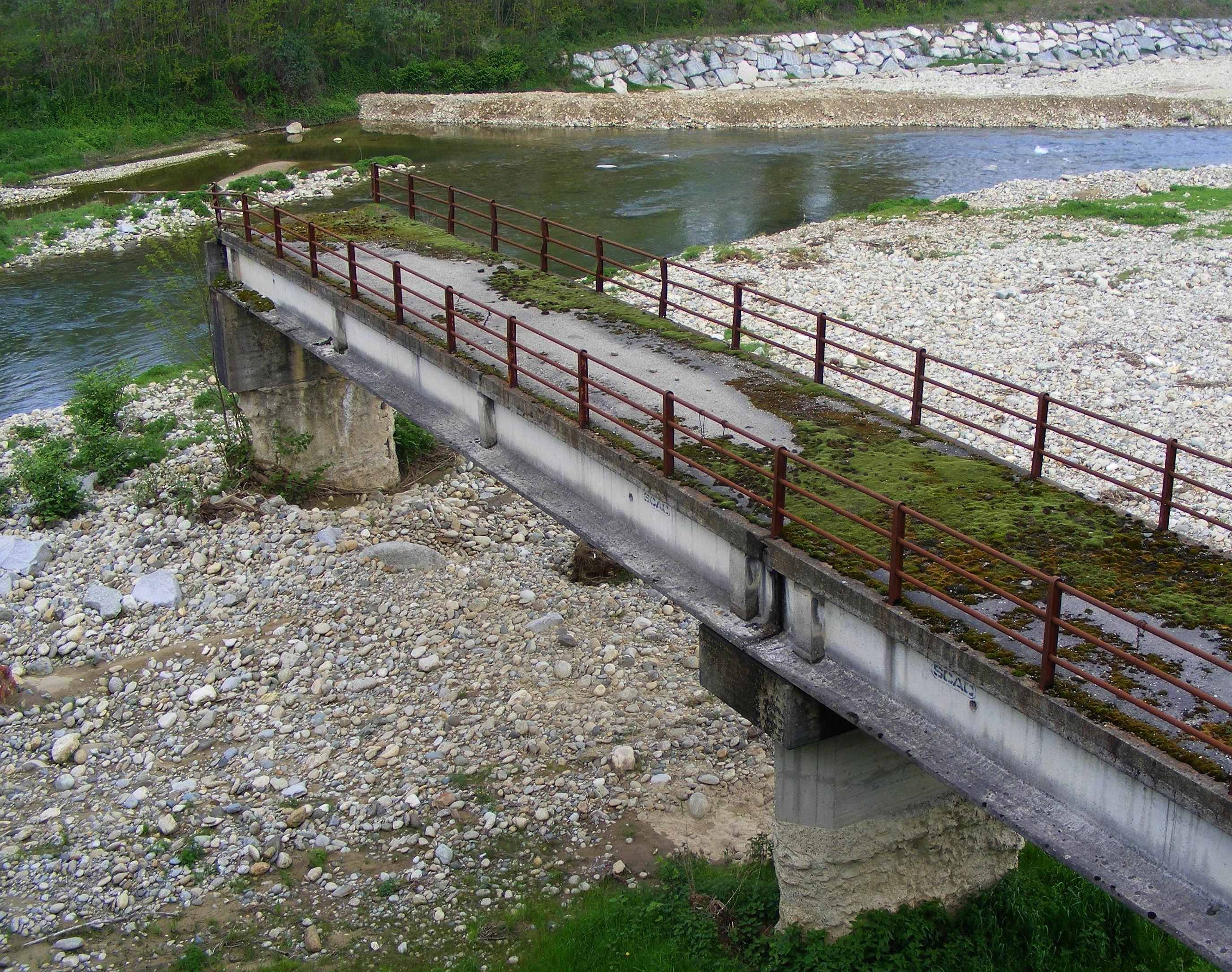
Un vieux pont sur l'Elvo près de Cerrione.

L'Elvo prend sa source à environ 2 300 m d'altitude sur les flancs du mont Mars (2 600 m), sommet des Alpes pennines. Sur son tronçon le plus élevé, l'érosion fluviale a mis au jour d'anciennes formations géologiques dues à l'action des anciens glaciers, en particulier des cirques glaciaires. 
Initialement, son lit se dirige vers le sud et sa vallée s'enfonce progressivement, creusant une étroite gorge divisant les lieux d'habitations en rive droite (Graglia, Muzzano et Camburzano) de ceux situés en rive gauche du torrent (Sordevolo, Occhieppo Superiore, Occhieppo Inferiore). 
Une fois sorti de la plaine bielloise, l'Elvo reçoit près de Mongrando l'apport hydrique de l'Ingagna, son principal affluent en rive droite. Aux alentours de Borriana sur sa rive gauche, le torrent reçoit l'apport hydrique de l'Oremo et son lit commence alors à dévier graduellement vers l'ouest. Après avoir effleuré sur sa rive droite la Réserve Naturelle de la Bessa (partie de la Riserva naturale orientata delle Baragge) coulant dans un ample paysage caillouteux recevant encore depuis sa rive droite l'apport hydrique de l'Olobbia qui afflue aux environs de Cerrione. Sur le territoire de la commune de Salussola, l'Elvo est traversé par la route SS 143 et par la voie ferrée Santhià-Biella San Paolo puis entre ensuite dans la plaine rizicole vercelloise, dans laquelle il coule lentement, créant ainsi nombre d'îles plus ou moins stables dans le temps. Dans cette zone, le lit du torrent se fait plus petit et se subdivise alors en canaux multiples ou bien s'entremêlent entre eux. Se dirigeant toujours vers l'ouest, l'Elvo croise l'Autoroute A4 et reçoit depuis sa rive droite les eaux résiduelles du Canal Depretis. Après avoir été franchi par le Canal Cavour grâce à une siphon inversé, il conflue enfin, à environ 136 m d'altitude, dans le Cervo entre Collobiano et Quinto Vercellese, peu avant le pont de l'ex route SS 230.

### Principaux affluents
En rive gauche :
- Rivo Canale : recueille les eaux des flancs méridionaux du mont Mucrone et se jette dans l'Elvo près de Bagneri
- Torrent Oremo

En rive droite :
- Rio della Lace : prend sa source dans le col homonyme et afflue dans l'Elvo à environ 1 100 mètres d'altitude
- Torrent Janca : prend sa source sur les flancs orientaux du mont Mombarone et conflue dans l'Elvo au nord de Sordevolo
- Ingagna
- Olobbia
- Canal Depretis[6]

## Environnement

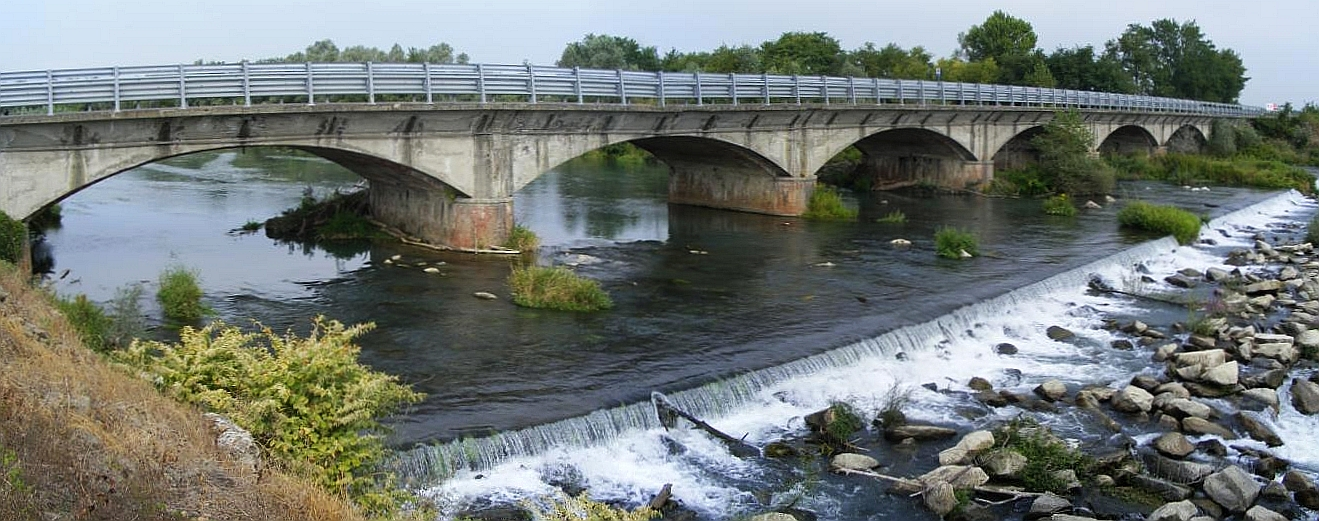
Le pont sur l'Elvo entre Collobiano et Quinto Vercellese.

L'Elvo est un torrent au régime typiquement préalpin créant des crues automnales et printanières, rares cependant lors des saisons estivales et hivernales. En cas de précipitations violentes, l'Elvo est facilement sujet à des crues importantes.

Le régime hydrique du tronçon en plaine est présentement altéré, aussi bien quantitativement que distributivement, à cause des prélèvements opérés par les canaux d'irrigation. On a cependant relevé que dans le tronçon de vallée du bassin hydrique, l'Elvo reçoit les apports de l'eau en sureffectif  de la part de différents canaux artificiels comme le Naviletto della Mandria et le Canal Despretis, lesquels transfèrent par ce moyen à l'Elvo les ressources hydriques provenant de la Doire baltée.
Le statut environnemental des eaux de l'Elvo (indice SACA) a été classé en 2002 par le Piémont comme « bon » jusqu'à l'Occhieppo Inferiore et comme « suffisant » de Mongrando à la confluence, à cause des émissions d'origines civile et industrielle et de la présence de désherbants et d'antiparasites relevés dans le tronçon en contrebas.

L'Elvo contient, au même titre que divers cours d'eau piémontais comme l'Orco, des brins d'or localisés dans le sable du lit, dans ce cas, surtout dans la zone près de la Bessa.